# دون بيرد (لاعب كريكت)
دون بيرد (14 يناير 1920 في نيوزيلندا - 15 يوليو 1982) (بالإنجليزية: Don Beard)‏ هو لاعب كريكت نيوزلندي. شارك مع منتخب نيوزيلندا الوطني للكريكت.

## وصلات خارجية
- دون بيرد على موقع إي آس بي آن كريك إنفو (الإنجليزية)